# 基利斯·基文迪
基利斯·基文迪（法語：Gilles Grimandi，1970年11月11日—），是一名已退休的法國足球員，司職中場或後衛，現時於英格蘭超級足球聯賽球會阿仙奴的球探。
球員時代，基文迪從家鄉球隊加普加盟摩納哥，並於1997年加盟阿仙奴，效力期間曾成為2次「雙料冠軍」，其後於2002年離隊，加盟科羅拉多急流。

## 球員生涯
基文迪於1990年於摩納哥展開其職業生涯，翌年在對南錫的法甲聯賽中首次上陣。之後由於為國服兵役，他只為球會上陣67場並攻入3球，主要擔任中堅。不過，他其後卻助球隊取得歐聯資格及殺入歐協盃四強，並贏得1996/97球季的聯賽冠軍。
在翌季，基文迪加盟阿仙奴，與摩納哥舊帥雲加重逢。他在艾蘭路球場對列斯聯的賽事首度亮相，加盟首季便為球隊贏得雙料冠軍。他共為阿仙奴上陣113場，主要擔任中場、中堅及右翼衛，在他離開球會前再度贏得雙料冠軍（2001/02球季）。
2003年1月8日，基文迪加盟美職球會科羅拉多急流，在此前他曾拒絕了米杜士堡的邀請。基文迪成為首位法國球員登陸美職，在3月12日隨隊到了墨西哥與該國球會拿根亞踢了一場季前熱身賽。但在4月30日他卻以家庭原因突然與球會解約並返回法國。急流的管理層對於他的決定「深表遺憾」。

## 後期事業
基文迪仍然活躍於球壇，2004年在法丙聯賽球會華倫斯擔任足球總監，為其首次出任行政職位，華倫斯於2005/06球季破產後，他轉為擔任阿仙奴的球探，專責發掘法國球員。2006年7月，他到了阿仙奴的新球場酋長球場參與柏金的告別賽（由阿仙奴朋友隊對阿積士朋友隊），他卻對即將射入空門的阿積士代表戴維斯施以一記頗具爭議性的攔截。
2007年7月，一度有消息傳出基文迪將出任阿仙奴的足球總監，負責羅致新球員。但後來會方並沒有任命他擔任此職位。基文迪現職阿仙奴的首席球探。

## 榮譽
摩納哥
- 法甲：1996–97

阿仙奴
- 英超：1997–98
- 足總盃冠軍 1998、2002
- 慈善盾冠軍 1998、1999、2002

## 外部連結
- 阿仙奴球員資料
- 足球数据库：基利斯·基文迪的球员统计数据